# Filippo Gragnani
Filippo Gragnani (3 septembre 1768 - 28 juillet 1820) est un guitariste et compositeur italien.

## Biographie
Filippo Gragnani, qui fut un guitariste virtuose, a permis grâce à l'écriture d'œuvres originales le développement de la guitare à six cordes au XIXe siècle.